# 富田和成
冨田 和成（とみた かずまさ、1982年9月 - ）は、日本の実業家。株式会社ZUU創業者・代表取締役社長兼CEO。

## 人物・経歴
神奈川県川崎市生まれ。神奈川県立多摩高等学校卒業後、1年間の大学受験浪人生活を経て、一橋大学経済学部在学中、ソーシャル・マーケティング広告事業のIN2を創業。2006年大学を卒業し野村證券株式会社入社。シンガポール経営大学在学中の2011年にイェール大学EMBAコース短期集中プログラム修了。同年シンガポール経営大学経営大学院修了、MBA。
野村證券では荻窪支店を経て本社プライベートバンク部門に勤務。2010年からシンガポールで華僑を担当。その後タイ駐在としてリテール部門の東南アジア戦略を担当したのち、本社ウェルスマネジメント部門を経て、2013年退社。
2012年ZUUを創業。2013年株式会社ZUU設立、同社代表取締役社長。富裕層向け金融情報サイトZUU onlineの運営やフィンテック支援コンサルティング事業などを手掛ける。2016年にはシンガポールに子会社を設立。2018年東京証券取引所マザーズに上場。
一橋大学大学院国際企業戦略研究科寄附講義「FinTechとイノベーション」ゲストスピーカーなども務めた。金融イノベーションビジネスカンファレンス2015ソニー銀行イノベーション賞受賞。

## 著作

### 著書
- 『鬼速PDCA』クロスメディア・パブリッシング 2016年 ※Amazonランキング大賞2017上半期　本6位[13]
- 『大富豪が実践しているお金の哲学』クロスメディア・パブリッシング 2016年
- 『営業』クロスメディア・パブリッシング 2017年
- 『プライベートバンクは、富裕層に何を教えているのか？』ダイヤモンド社 2017年
- 『稼ぐ人が実践しているお金のPDCA』KADOKAWA 2018年
- 『図解 鬼速PDCA』クロスメディア・パブリッシング 2018年
- 『資本主義ハック 新しい経済の力を生き方に取り入れる30の視点』SBクリエイティブ 2019年
- 『まんがでわかる鬼速PDCA』クロスメディア・パブリッシング 2020年

### 監修
- ZUU編著『富裕層・経営者営業大全』金融財政事情研究会 2020年